# Corallistidae
Corallistidae é uma família de esponjas marinhas da ordem Lithistida.

## Gêneros
- Awhiowhio Kelly, 2007
- Corallistes Schmidt, 1870
- Herengeria Lévi e Lévi, 1988
- Isabella Schlacher-Hoenlinger, Pisera e Hooper, 2005
- Neophrissospongia Pisera e Lévi, 2002
- Neoschrammeniella Pisera e Lévi, 2002